# کالباخ-ریدبرگ
کالباخ-ریدبرگ (به آلمانی: Frankfurt-Kalbach-Riedberg) یک منطقهٔ مسکونی در آلمان است که در فرانکفورت واقع شده‌است. کالباخ-ریدبرگ ۷٬۲۳۲ نفر جمعیت دارد.